# Collocalia
Collocalia là một chi chim trong họ Apodidae.

## Các loài
Chi này hiện có 11 loài còn tồn tại:
- Collocalia affinis
- Collocalia marginata
- Collocalia isonota
- Collocalia sumbawae
- Collocalia neglecta
- Collocalia esculenta
- Collocalia uropygialis
- Collocalia linchi
- Collocalia dodgei
- Collocalia natalis
- Collocalia troglodytes